# 贵阳交通
贵阳市作为贵州省的省会，以及其特殊的地理位置，交通很为方便。

## 外部交通状况
贵阳市的地理位置较为特殊，位于贵州省的中部，而贵州省东接与“金三角”接壤的云南、北顶四川、南抵沿海的广西、东邻湖南，因此可以想象贵阳的外部交通是很方便的。
- 铁路：沪昆铁路、黔桂铁路、川黔铁路三条西南主要的铁路干线在此交汇。同时，有诸如株六铁路等线路横穿貴陽站。贵阳市拥有西南地区最大的铁路货运编组站。铁路是贵阳最主要的对外交通方式。但是，最近十年以来，随着成昆铁路、渝怀铁路、南昆铁路等新路线的修建，其西南铁路枢纽的位置正在受到挑战，贵阳市区内共有贵阳站、贵阳西站、贵阳东站、贵阳北站、贵阳南站、黔灵山站、南岳山站七个火车站，其中贵阳站、贵阳北站、贵阳东站为一等站。

- 公路：321和210两条国道经过贵阳。现在贵阳已经建成了湘黔、贵昆、黔桂、川黔四条主要的国道。而在省内交通方面，贵阳现在有贵遵（贵阳—遵义）、贵毕（贵阳—毕节）、贵黄[ 贵阳 — 黄果树（安顺）]、贵新[ 贵阳 — 新寨（都匀）]、清镇（清镇—镇宁）五条高速公路。公路这几年发展飞速，在省内交通方面已经逐渐取代了铁路交通。现在，贵阳市正在建设西南地区最大的客站，希望继续强化自己在交通上的优势。

- 航空：贵阳市现有4D级的龙洞堡国际机场，距市中心约10公里。有飞往香港、曼谷以及北京、上海等城市的国内、外线路几十条。同时，也有通往铜仁、安顺、兴义、黎平等省内机场的航线。

## 市内交通状况
贵阳市现在通往各区、市、县均有高速公路，市内无大型的水上交通工具。
贵阳市是个典型的山城，其市内公路具有山城的特点：狭窄、起伏大、公路负荷大。因此，贵阳市的公共交通很为发达。经过几十年的发展，贵阳市的公共交通几乎已经覆盖了整个贵阳的城区以及三郊区的主城区。
但是，近几年来，随着城市的快速发展，公共交通已经有些跟不上步伐。一些交通盲点逐渐出现，而公交的负荷度也越来越大。
贵阳市的交通工具分为大巴、中巴、微型面包车、出租车四种。随着城市发展，中巴和微型面包车逐渐已经被出租车代替，成为和大巴一样的主要交通工具。

### 公共汽车
贵阳市市民对公交的依赖度很高，公交车也很方便。车站间隔小，班次密。几乎可以到达贵阳市区的任何地方。贵阳市公交公司是全国城市公交系统中为数不多的盈利公司之一。贵阳市内的公交车以无人售票的大巴为主。中巴是贵阳市的辅助交通工具。

### 普通出租车
贵阳市出租车比较便宜，日间(6：30—22：00)起步价为8元3公里，行驶超过3公里后，每公里收费1.60元，行驶3公里至5公里之间每500米跳表0.80元；行驶超过5公里以上每500米跳表1.20元，每车公里单价亦会加收50%返空费(即每公里2.4元)。夜间(22：00—次日6：30)10元3公里，行驶超过3公里后，每公里收费1.92元，行驶3公里至5公里之间每500米跳表0.96元，行驶超过5公里以上每500米跳表1.44元，每车公里单价亦会加收50%返空费(即每公里2.88元)，如遇交通堵塞或等候红灯等低速行驶时会加收低速行驶费及等候费；低速行驶费为营运时速低于12km/h时，每5分钟收1.60元，等候费为每5分钟1.60元，每2分30秒跳表0.80元；一般10人民币就能到市区任何地方。

### 新能源出租车
日间(6:30-22:00)起步价10元3公里，行驶超过3公里后，每公里收费1.80元；夜间(22:00-次日6:30)起步价为12元3公里，行驶超过3公里后，每公里收费2.16元，行驶超过7公里后，每车每公里加收50%返空费(收费与普通出租车相同)，低速行驶费、等候费统一为每5分钟1.80元。

### 轨道交通
贵阳市有贵阳轨道交通，目前有1号线及2号线營運中。

## 相關參閱
- 貴陽站
- 貴陽龍洞堡機場